# Curaçao Marine Park
Curaçao Marine Park is een nationaal park en zeereservaat aan de zuidoostkust van Curaçao. Het reservaat is in 2020 opgericht om de koraalriffen te beschermen. Het gebied wordt beschouwd als een van de best bewaarde riffen van het Caraïbisch gebied. De status van het nationaal park is onduidelijk vanwege een decennialang conflict met de eigenaar van Oostpunt.

## Geschiedenis
De eerste plannen voor het Curaçao Marine Park dateren uit 1983. In 1993 werd het marinepark en een nationaal park in Oostpunt aangekondigd. Willy Maal, de eigenaar van Oostpunt begon vervolgens een rechtszaak tegen de regering. Op 7 juni 1999 werd de overheid van Curaçao veroordeeld tot het toelaten van ontwikkeling in 50% van het gebied, en het betalen van een schadevergoeding van NAƒ20 miljoen plus rente.
In 2010 werden de bouwplannen van Maal goedgekeurd door de Staten van Curaçao. CARMABI, het nationaal instituut voor het marine onderzoek, was het niet eens met de beslissing, en wilde de bouwplannen voorkomen. CARMABI werd gesteund door de International Coral Reef Society, National Geographic, NOAA, en anderen.
In november 2020 werd het Curaçao Marine Park geopend door prinses Beatrix. Het park heeft een lengte van 21.7 km, en strekt zich uit van Lijhoek in Jan Thiel tot voorbij Punt Kanon in Oostpunt. Het zeereservaat loopt van de kust tot 100 meter in de oceaan. Een gebied van 217 hectare werd aangewezen voor extra bescherming.
De status van het park blijft onduidelijk. Er is geen IUCN classificatie bekend. In september 2021 dreigde Maal met schadevergoedingen, omdat er eenzijdig zonder overleg besluiten waren genomen, en een administrateur was aangesteld voor een gebied dat zijn eigendom is. Minister Charles Cooper drong aan op onderhandelingen tussen Maal en CARMABI.
Het Proteus Underwater Research Station is gepland in het Curaçao Marine Park. Het onderzoekscentrum is een initiatief van Fabien Cousteau, de kleinzoon van Jacques-Yves Cousteau. Het is onderwaterstation dat op een diepte van 18 meter wordt gebouwd. De opening van Proteus is gepland in 2025.